# بشير فهمي فحيمة
بشير فهمي فحيمة (1907 -1972) مطرب ومؤلف وملحن ليبي، من أهالي طرابلس.

أعماله
من الأغانى المشهورة التي لحنها أغنية «ريدي اليوم باعثلي سلامه» التي تغنى بها الفنان محمد الجزيري رغم أن كل أغانيه وألحانه لاقت رواجا كبيرا في الشارع اليبي والبلدان المجاورة عن (محطات مضيئة في تاريخ الأغنية الليبية)، قيل فيه بأنه في بداية العقد الثالث من القرن الماضي وبالتحديد عام 1924 هاجر إلى تونس وبقى فيها لأكثر من ثلاثين عاما حيث كتب باللهجة التونسية :يزعم أنه من اشهر كتاباته كلمات أغنية لاموني اللي غاروا منيالتي لحنها وغناها الهادي الجوينيوأداها العديد من الفنانين بعده. من إنتاجاته التونسية أيضا «لو كنت اليوم» و«هذي الجنة» وأداهما محمد الفرشيشي و«أنا قلبي طاب» لعفيفة جمال و«يا عزيزة الروح» لعليةوهي من تلحين الهادي لجويني. وقد كان حاضرا في خضم النهضة الفنية بتونس حيث وجد الترحاب وحسن الوفادة وقام بافتتاح مؤسسة فنية لإنتاج وبيع الاسطوانات الغنائية حيث قام بطبع أعماله الناجحة التي نالت إعجاب الجماهير الفنية في كل من تونس والجزائر وليبيا ... كما رفع شأن الفن الليبي خارج البلاد وداخلها وهو أمر لم يسبقه إليه أحد من الفنانين الليبيين ولغزارة إنتاجه أقبلت عليه الإذاعات .كان هذا الفنان إلى جانب ذلك زجّالاً ينُظمّ الشعر الشعبي، حيث كان يشارك في إحياء العديد من المناسبات الأدبية والفنية وعاد إلى طرابلس نهائياً واستقر بها مواصلاً نشاطه بالإذاعة الليبية حيث قدم بعض الأعمال الناجحة، أثناء توليه رئاسة القسم الموسيقي بالإذاعة الليبية. توفي بمدينة طرابلس سنة 1972.

## حياته
ولد سنة 1907 واسمه الفني بشير فهمي بدأ دراسته الأولى بكتاب سيدي عطية بالمدينة القديمة ثم دخل إلى مكتب العرفان، اتجه بعدها إلى عالم الفن والطرب، حيث تتلمذ على يد الفنان محمد ظافر المدني، وقد برع في العزف على العود، وكان من أشهر الفنانين في مجال كتابة وتلحين الأغنية الليبية.
عن كتاب «خرائط الروح» للروائي الليبي أحمد إبراهيم الفقيه - الجزء الأول خبز المدينة يقول فقد شاع في الأيام الأخيرة من عهد الحكم الإيطالي في ليبيا بعض الأغاني التي يقوم بتسجيلها عرب المهجر من الفنانين الليبيين، مثل المغني الشعبي الليبي بشير فهمي، المقيم بين تونس وباريس، الذي أثاره قانون الجنسية الذي أيده قبل صدوره عدد من شيوخ البلاد من بينهم مفتي الديار الليبية، فأطلق هذا الفنان عددا من الأغاني الشعبية الهجائية، التي تهاجم هذا القانون، وتهاجم الإدارة الاستعمارية الإيطالية، ورموزها مثل الحاكم العام، وأعوانه من الليبيين مثل مفتي الديار، وكانت آخر هذه الأغاني، تلك التي يقول مطلعها: ــ مبروك عليكم يا ناس قاضيكم أصبح بيباص، وبسبب سهولة ألحانها وبساطة اللغة التي كتبت بها، بالإضافة إلى مضمونها السياسي الذي يوافق هوى الناس، فقد انتشرت هذه الأغاني بين كل طبقات الليبيين، وصاروا يرددونها جهارا، بما في ذلك الأطفال أثناء لعبهم في الشارع، مما أثار غضب رجال السلطة في طرابلس أثناء الحكم الإيطالي، فوضعوا بشير فهمي وأغانيه بما في ذلك العاطفية والفكاهية في القائمة السوداء، وأصدر الرقيب الإيطالي قرارا بمعاقبة كل من يغني أو يسمع أغانيه أو يقتني أو يبيع أو يشتري إسطواناته، أو أي إسطوانة من إنتاج شركته «فهمي فون».